# Amir Saipi
Amir Saipi, né le 8 juillet 2000 à Schaffhouse en Suisse, est un footballeur international kosovar, qui évolue au poste de gardien de but au FC Lugano.

## Biographie

### En club
Né à Schaffhouse en Suisse, Amir Saipi est formé par le club de sa ville natale, le FC Schaffhouse. Le club évolue en Challenge League lorsqu'il fait ses débuts en professionnel.
Le 10 septembre 2021, Amir Saipi s'engage en faveur du FC Lugano. Il découvre la Super League avec ce club le 24 octobre 2021, en étant titularisé face au FC Bâle. Son équipe s'incline toutefois par deux buts à zéro ce jour-là.
Amir Saipi participe au bon parcours de son équipe en Coupe de Suisse en 2021-2022, le FC Lugano se hissant jusqu'en final où il affronte le FC Saint-Gall. Il est titularisé et son équipe s'impose par quatre buts à un. Il remporte ainsi le premier trophée de sa carrière,.

### En sélection
Amir Saipi représente l'équipe de Suisse des moins de 20 ans pour un total de quatre matchs joués, tous en 2019.
Amir Saipi joue son premier match avec l'équipe de Suisse espoirs le 30 mai 2021 contre l'Irlande. Il est titularisé et les Suisses s'imposent par deux buts à zéro ce jour-là.
En octobre 2024, le joueur du FC Lugano fait part de sa décision de jouer à l'avenir pour le Kosovo.
Le 12 octobre 2024, Amir Saipi honore sa première sélection avec l'équipe nationale du Kosovo en étant directement titularisé face à la Lituanie. Son équipe s'impose par deux buts à un ce jour-là.

## Palmarès

### En club
FC Lugano
- Coupe de Suisse (1) :
  - Vainqueur : 2021-22.